# 水上警察

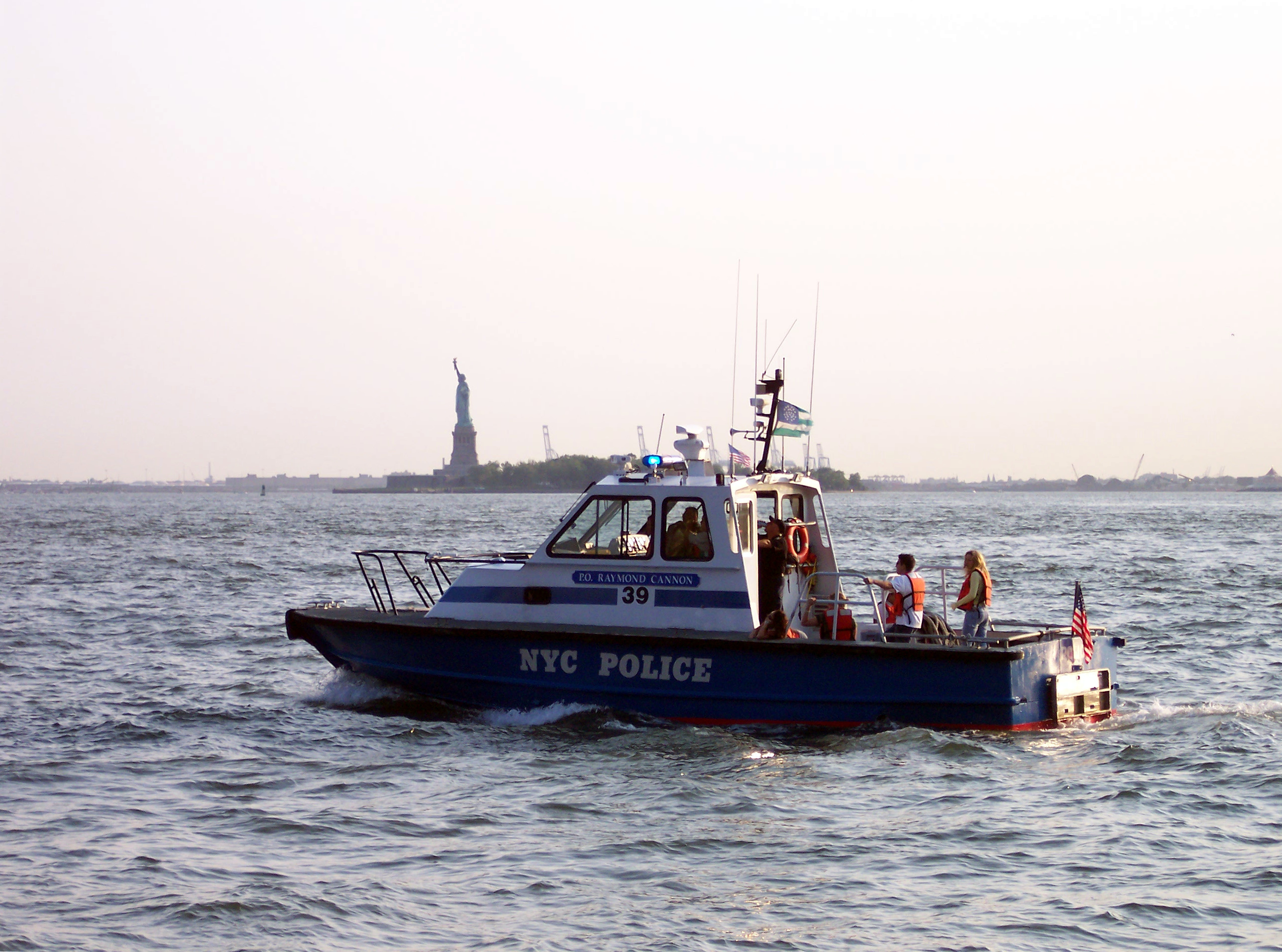
在纽约港巡逻的隸屬於纽约市警察局的巡邏船

水上警察简稱水警，又称海上警察等，是指执法机构中负责维护水域（海洋、港口、河流、湖泊、运河等）治安的专门单位，部分水警单位也执行海岸巡防勤务。水警通常使用船隻巡逻，打擊水域的走私、偷渡、抢劫、非法捕撈等违法犯罪行为，在紧急情况下参与对落水者的搜索与救援等。